# 鈴ヶ峰 (徳島県)
鈴ヶ峰（すずがみね）は、徳島県海部郡海陽町にある山である。標高は395.3m。

## 地理
頂上に堂があり、観音像が安置されており、かつての円通寺跡である。円通寺は明治期には参拝者が多く、文化年間（1804年-1818年）の「阿波名所図会」にも大きな寺の様子が記載されているが、現在は無住で荒廃している。
鈴ヶ峰のシイ林のヤッコソウ自生北限地は徳島県の天然記念物で、また発生地として国天然記念物に指定されている。